# جعفر عادلی رانکوهی

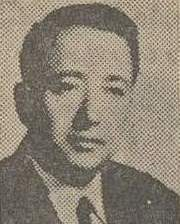
عادلی رانکوهی

جعفر عادلی رانکوهی (زادهٔ ۱۳۰۰) پزشک ایرانی و نماینده لاهیجان و نایب رئیس کمیسیون بهداری بیست و چهارمین دوره مجلس شورای ملی بود. او با با اکثریت ۱۵٬۵۵۵ رای برگزیده شد. عادلی از جمله نمایندگان پان ایرانیست بود که در پی واقعه ۱۷ شهریور ۱۳۵۷ قصد استیضاح دولت ازهاری را داشتند. عادلی در ۴ بهمن ۱۳۵۷ به همراه جمعی دیگر از نمایندگان از آنجا که نمی‌توانستند «نقش ملی و قانونی خود را ایفا نمایند» از نمایندگی استعفا دادند.او یکی از ۳۳۵ نفری بود که اموالش به دلیل همکاری با رژیم پهلوی به دستور شورای انقلاب اسلامی، در ۲۷ خرداد ۱۳۵۸ مصادره شد.
او رئیس اداره بهداری شهر لاهیجان بود و در امور سیاسی این شهر مشارکت می‌کرد. او با مکرمه صوفی که از خاندانی زمیندار با ریشه‌های تصوف قرن پانزدهم ازدواج کرده و دارای پنج فرزند است. فرزند سوم او، حجت عادلی، از بنیانگذاران رشته مهندسی دانش است. او که برغم تمایل پدرش که او را به تحصیل در پزشکی ترغیب می‌کرد به تحصیل مهندسی در دانشگاه تهران پرداخت، در ۲۶ سالگی دکترای خود را از دانشگاه استنفورد دریافت کرد، و هم‌اکنون استاد مهندسی عمران دانشگاه ایالتی اهایو و دارنده استادی ابا لیشتنشناین است.